# Erannis curvilineata
Erannis curvilineata là một loài bướm đêm trong họ Geometridae.